# 昭和電力
昭和電力株式会社（しょうわでんりょくかぶしきがいしゃ）は、昭和戦前期に存在した日本の電力会社である。当時の大手電力会社大同電力の傍系会社にあたる。
1926年（昭和元年）設立。富山県から大阪府へ至る約300キロメートルの長距離送電線を保有し、北陸地方にある発電所の発生電力を大消費地である関西地方へと送電した。発電事業も兼営しており、北陸の庄川水系および九頭竜川水系にて電源開発を手がけた。1939年（昭和14年）に日本発送電へと合併され消滅した。

## 設立の経緯

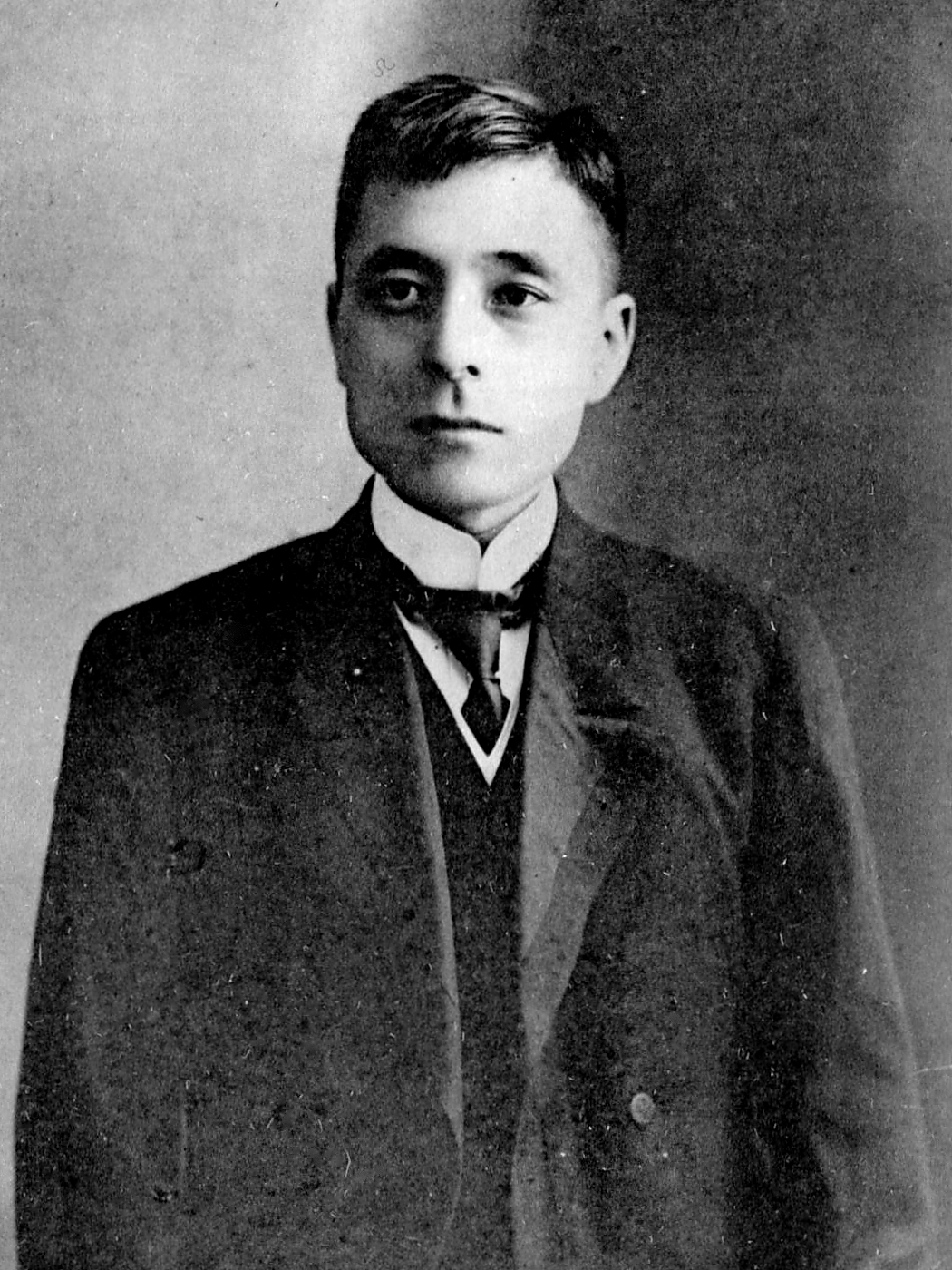
大同電力初代社長福澤桃介

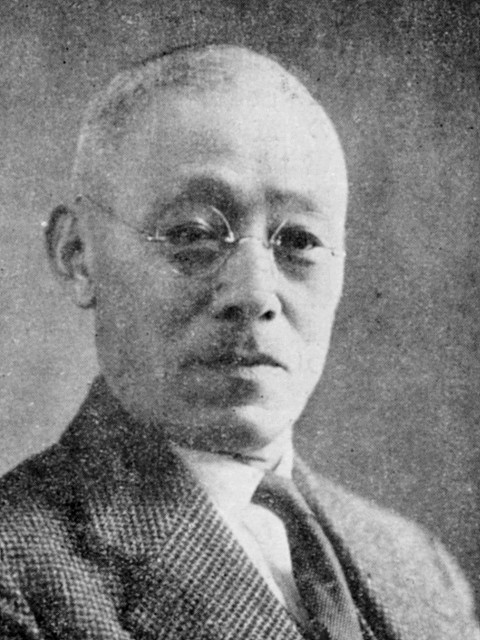
大同電力第2代社長・昭和電力初代社長増田次郎

第一次世界大戦によって生じた大戦景気の末期にあたる1919年（大正8年）10月、好景気に沸く一方で電力需要の急増に伴って深刻な電力不足が発生していた関西地方へと電力を供給するべく、3つの起業計画が相次いで事業許可を取得した。関西の電力会社宇治川電気の関係者が計画した日本電力、同じく関西の大阪電灯・京都電灯関係者らが計画した日本水力、京阪電気鉄道と木曽川開発を手がける木曽電気興業が合弁で設立した大阪送電がそれである。
この3社のうち日本水力は、北陸から関西にかけての地域で水力開発を行いその発生電力を大阪電灯・京都電灯両社に供給するという計画を立て、富山県から石川県・福井県を経て京都・大阪へと至る長距離送電線の建設許可を得た。会社設立後、第一期事業として福井県九頭竜川水系の開発、第二期事業として富山県庄川水系の開発を手がけることとなり、第一段階として九頭竜川筋の発電所建設や大阪変電所とを結ぶ送電電圧154キロボルトの長距離高圧送電線建設に着手した。ところが翌1920年（大正9年）春、戦後恐慌の発生により日本水力の工事は中断されてしまう。一方で恐慌発生を機に日本水力と前述の木曽電気興業・大阪送電の合併が推進されるようになり、1921年（大正10年）2月、3社合併により大同電力が成立した。大同電力では木曽川開発が進行しつつあったことから旧大阪送電の計画である木曽川筋から大阪へと至る大阪送電線の建設を優先し、旧日本水力の北陸送電線計画を後回しとしたため、日本水力が発注していた鉄塔や碍子といった建設資材は大阪送電線に転用された。
1920年代半ばになると、大同電力は後回しとしていた九頭竜川・庄川における発電所や北陸送電線の建設を資金調達の都合から傍系会社を新設しこれに任せる方針を立てた。電源開発を計画した河川のうち庄川については、水量豊富で地質や沿岸人口が希薄といった条件がダム建設に適することから、大同電力以外にも開発を計画する事業者があり、すでに浅野総一郎によって庄川水力電気が設立されていたほか、久原鉱業も発電事業を計画していた。大同電力では庄川開発に際し、このうち久原鉱業との提携を選択、共同開発とすれば工事に都合が良いだけでなく開発計画の再編成や送電設備の合同など利益が大きいとして、1926年（大正15年）10月に久原鉱業との共同出資による資本金4000万円の新会社設立を決定した。新会社は庄川開発とあわせて九頭竜川開発と北陸送電線建設も担うものとされた。
1926年（昭和元年）12月27日、大同電力・久原鉱業の共同出資による新会社・昭和電力株式会社の創立総会が開催された。昭和天皇が即位して「大正」から「昭和」に改元したのは、会社設立2日前の12月25日のことである。社名は当初「本州電力株式会社」を予定していたが、創立総会で昭和電力に改称された。本社は東京市麹町区永楽町1丁目1番地に設置。大同電力から代表取締役社長に増田次郎（当時大同電力副社長）、専務取締役に近藤茂（当時大同電力常務）が選ばれ、取締役には大同側から村瀬末一・藤波収ら、久原側から竹内維彦・伊藤文吉らがそれぞれ就任。加えて大同電力社長の福澤桃介と久原鉱業社長の久原房之助が相談役に推された。
資本金は4000万円で、設立時には約3分の2を大同電力側、残りを久原鉱業側が出資していたが、1年後の1928年（昭和3年）1月になって久原側の希望によりその持株のほぼ全部を大同電力の傍系会社大同土地興業が譲り受けており、共同出資ではなくなっている。

## 庄川開発と送電線建設

### 水利権獲得
1930年末時点の水利権状況を記した逓信省の資料によると、庄川筋では大同電力の名義で下記2地点の水利権を保有していた。両地点とも水利権許可は1925年（大正14年）1月である。
- 第一 ： 富山県東礪波郡平村大字下梨字向浦（現・南砺市下梨）
- 第二 ： 富山県東礪波郡平村大字祖山字下平（現・南砺市祖山）

同じ資料によると、昭和電力の名義で下記4地点の水利権も保有していた。
- 木谷 ： 岐阜県大野郡白川村大字平瀬
- 飯島 ： 岐阜県大野郡白川村大字飯島
- 小白川 ： 岐阜県大野郡白川村大字小白川
- 田向 ： 富山県東礪波郡平村大字田向（現・南砺市田向）

この4地点は1927年（昭和2年）6・7月に水利権許可を得ているが、会社設立前の報道によると4地点とも元は久原鉱業が水利権を持っていた地点という。
また1927年7月には、大同電力の名義で「庄川第一発電所」（平村下梨・出力9350キロワット）、「庄川第二発電所」（平村祖山・出力4万5500キロワット）の新設許可を得た。他方で昭和電力では「特定の需要者に電力供給」をなすとして同年6月10日付で逓信省より電気事業法準用事業の認定を得た。なお開業後のことであるが、1932年（昭和7年）の改正電気事業法施行ののちは昭和電力も正規の電気事業者（特定供給事業者）として扱われている。

### 祖山発電所の建設
位置 ： 北緯36度28分34.8秒 東経136度58分54.0秒 / 北緯36.476333度 東経136.981667度

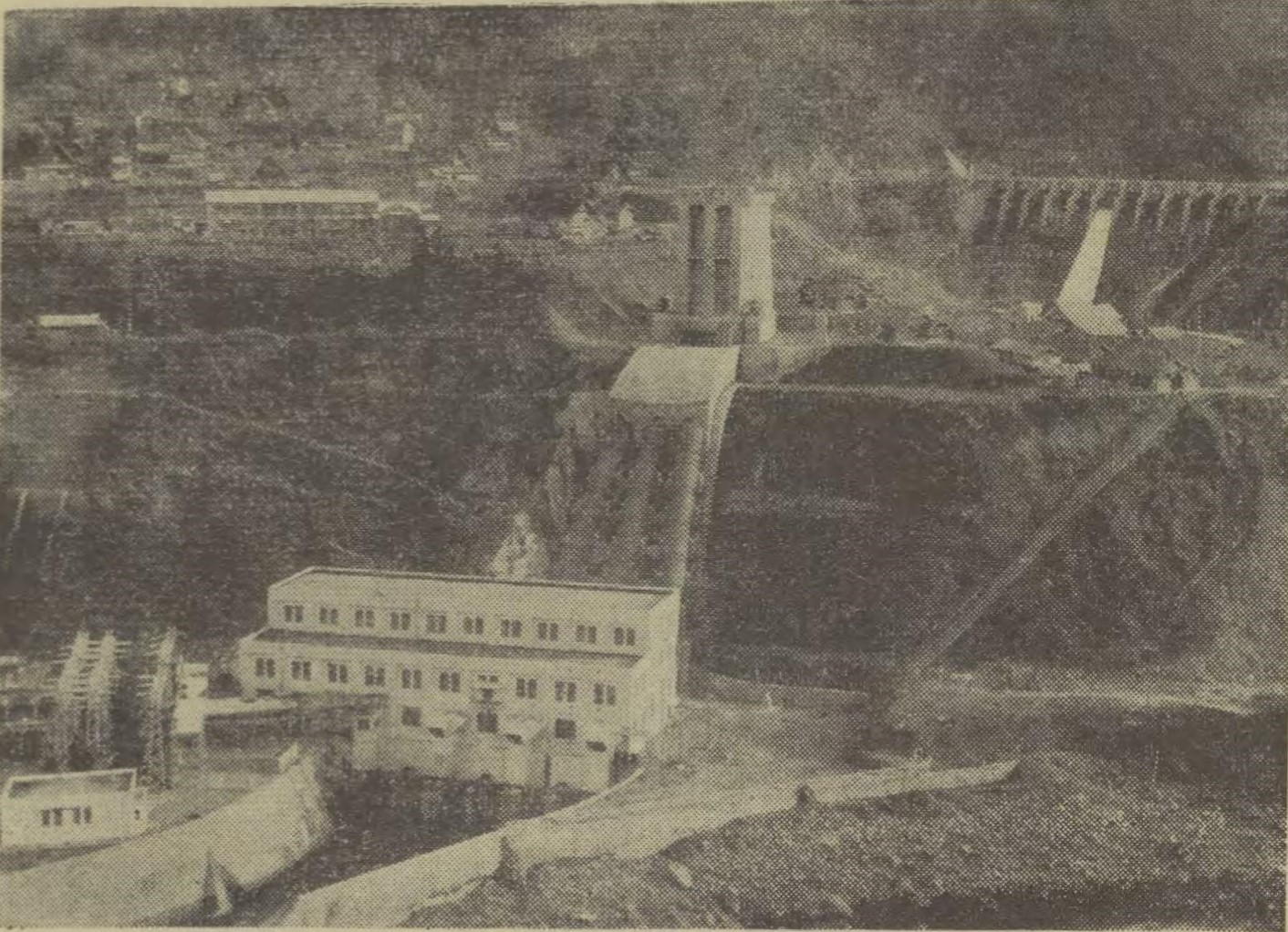
戦前の祖山発電所

昭和電力最初の発電所は祖山発電所である。発電所名は竣工時の資料では「庄川第二発電所」とあるほか、河川名を付して「庄川祖山発電所」ともいう。所在地は富山県東礪波郡平村祖山。
祖山発電所においては大同電力が水利権を持ったまま開発し、昭和電力にその経営を委託するという形が採られており、1927年4月に着工された。竣工は1930年（昭和5年）12月のことで、逓信省による検査を終えて9日仮使用認可を得、10日より送電を開始した。発電所出力は当初4万5500キロワット、1932年11月の変更許可後は4万7500キロワット、1937年（昭和12年）8月以降は5万4000キロワット。
庄川本流から取水する水力発電所である。庄川に長さ132メートル（堤頂長）、高さ73.2メートル（堤体高）のダムを築き、ダム上流の右岸側から取水、520メートル余りの水路で下流へと導水し最大66.85メートルの有効落差を得て発電する。ダムは川が大きく曲折するため川幅が狭く岩盤が対峙している地点を選んで建設された。発電所の主な設備としては、米国アイ・ピー・モーリス (I.P.Morris) 製フランシス水車3台、ゼネラル・エレクトリック (GE) 製交流発電機3台（容量各2万キロボルトアンペア、周波数60ヘルツ）、芝浦製作所製変圧器がある。送電線は154キロボルト線の「庄川送電幹線」（亘長13.7キロメートル）が接続しており、福光開閉所にて発電所の北方を通過する後述の北陸送電幹線に連絡する。
完成から4年半後の1935年（昭和10年）7月10日付で、祖山発電所を大同電力から昭和電力へと譲渡する旨の名義変更が逓信省より認可された。この結果水利権を含め祖山発電所は名実ともに昭和電力の所有となった。

### 北陸送電幹線の整備

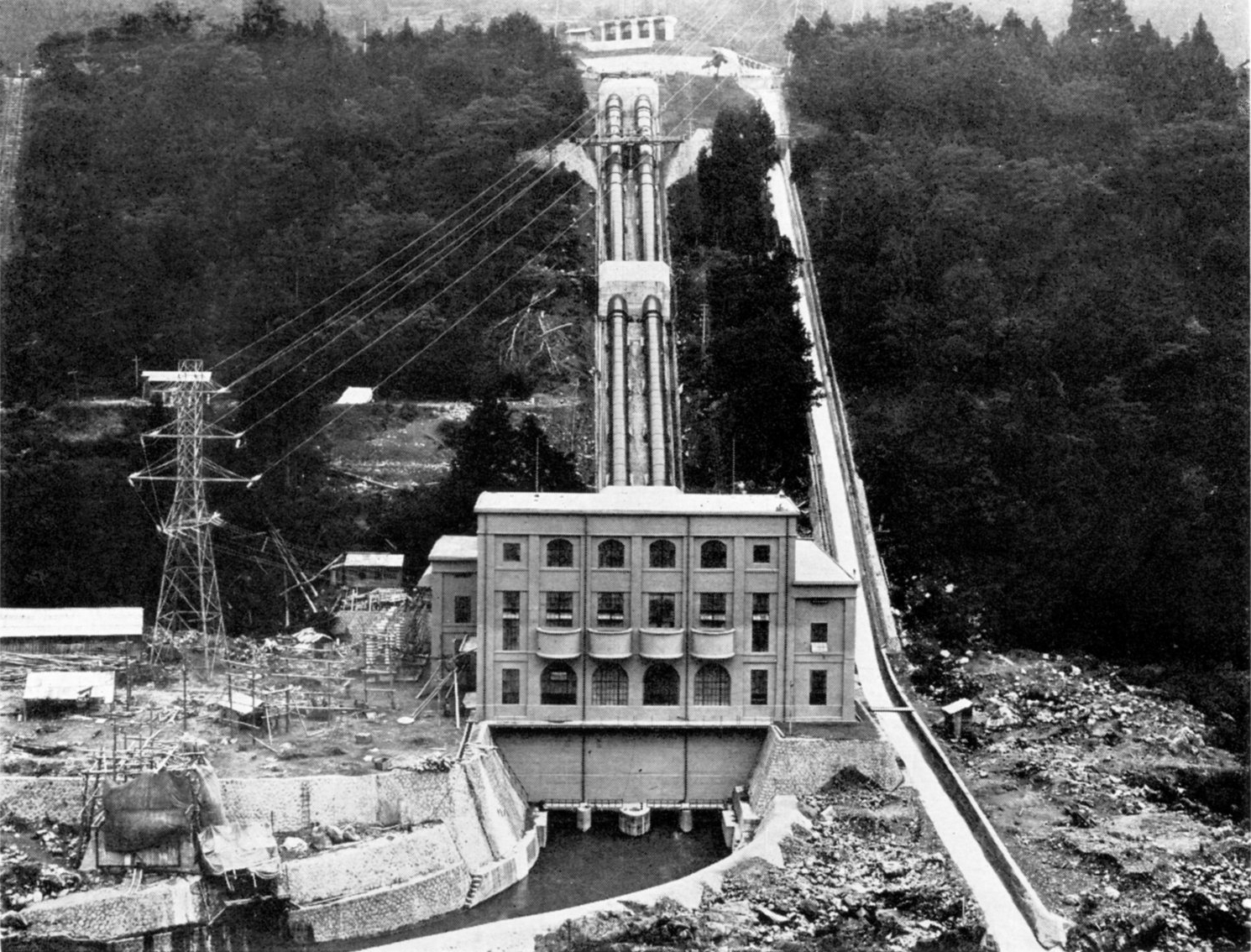
北陸送電幹線に関係する発電所の一つ神岡水電猪谷発電所

祖山発電所の着工と同じ1927年4月、昭和電力は北陸から関西地方へと至る長距離送電線「北陸送電幹線」の建設に着手した。富山県上新川郡大沢野村笹津（現・富山市笹津）の笹津変電所を起点とし、石川県・福井県・滋賀県琵琶湖西岸・京都府を経由して大阪府中河内郡志紀村（現・八尾市志紀）の八尾変電所へと至る、亘長296キロメートル、送電電圧154キロボルトの送電線である。祖山発電所の完成に先立つ1929年（昭和4年）6月、北陸送電幹線は起終点の変電所とともに竣工した。送電線・変電所の仮使用認可は7月1日付である。
親会社の大同電力は、昭和電力設立に先立つ1922年（大正11年）に神通川水系高原川とその支流を共同開発すべく三井鉱山との合弁で神岡水電を設立していた。神岡水電はまず1924年（大正13年）12月跡津発電所を完成させる。神岡水電による発生電力は三井鉱山の使用分（神岡鉱山で利用）を除いて大同電力で引き取るという契約であったため、大同電力では跡津発電所と笹津変電所の間約28キロメートルに77キロボルト送電線を架設、跡津発電所の発生電力を笹津にて富山県内の傍系会社立山水力電気へ供給した。次いで1926年11月末より、昭和電力送電線完成までの暫定措置として、一足早く完成していた日本電力の送電線を通じて跡津発電所の発生電力のうち6600キロワットを大阪へと送電するようになった。そして昭和電力の北陸送電幹線完成とともに、大阪への送電経路は昭和電力経由に改められた。
北陸送電幹線仮使用認可と同日付で、神岡水電が高原川に建設した猪谷発電所も運転を開始した。同発電所の発生電力も大同電力が引き取っており、従って北陸送電幹線は完成当初、大同電力が神岡水電から購入する跡津・猪谷両発電所の発生電力計2万8000キロワットの送電に用いられた。翌年に祖山発電所が完成するとその発生電力の送電も役割に追加される。さらに1931年上期より大同電力が日本海電気からの電力購入を始めたため、当該電力1万キロワットの託送も始めた。また1931年5月末には、大同電力が先に建設した笹津変電所と笹津送電線（神岡水電跡津・猪谷両変電所と笹津変電所を連絡、亘長計24.2キロメートル）についての譲受け許可を逓信省から得ている。
北陸送電幹線完成から1年後の1930年9月、八尾変電所の構内に大同電力の八尾変電所も設置され、同社大阪第二送電線の終点として木曽川の発電所からの電力も扱う拠点として位置づけられた。さらに大同電力は、1933年（昭和8年）7月、北陸送電幹線の途中、福井県吉田郡松岡町（現・永平寺町）の松岡開閉所構内に大同電力の松岡変電所が設置された。元々福井県には旧日本水力が建設した大同電力西勝原発電所（出力7200キロワット）があり、地元の工場や電力会社への電力供給を行っていたが、孤立した電力系統であり需要増加に対処できなくなっていた。このことから大同電力では松岡変電所を設置し、北陸送電幹線の電力を送電することで福井県内への供給力増強を図ったのである。

### 発電所と流木争議

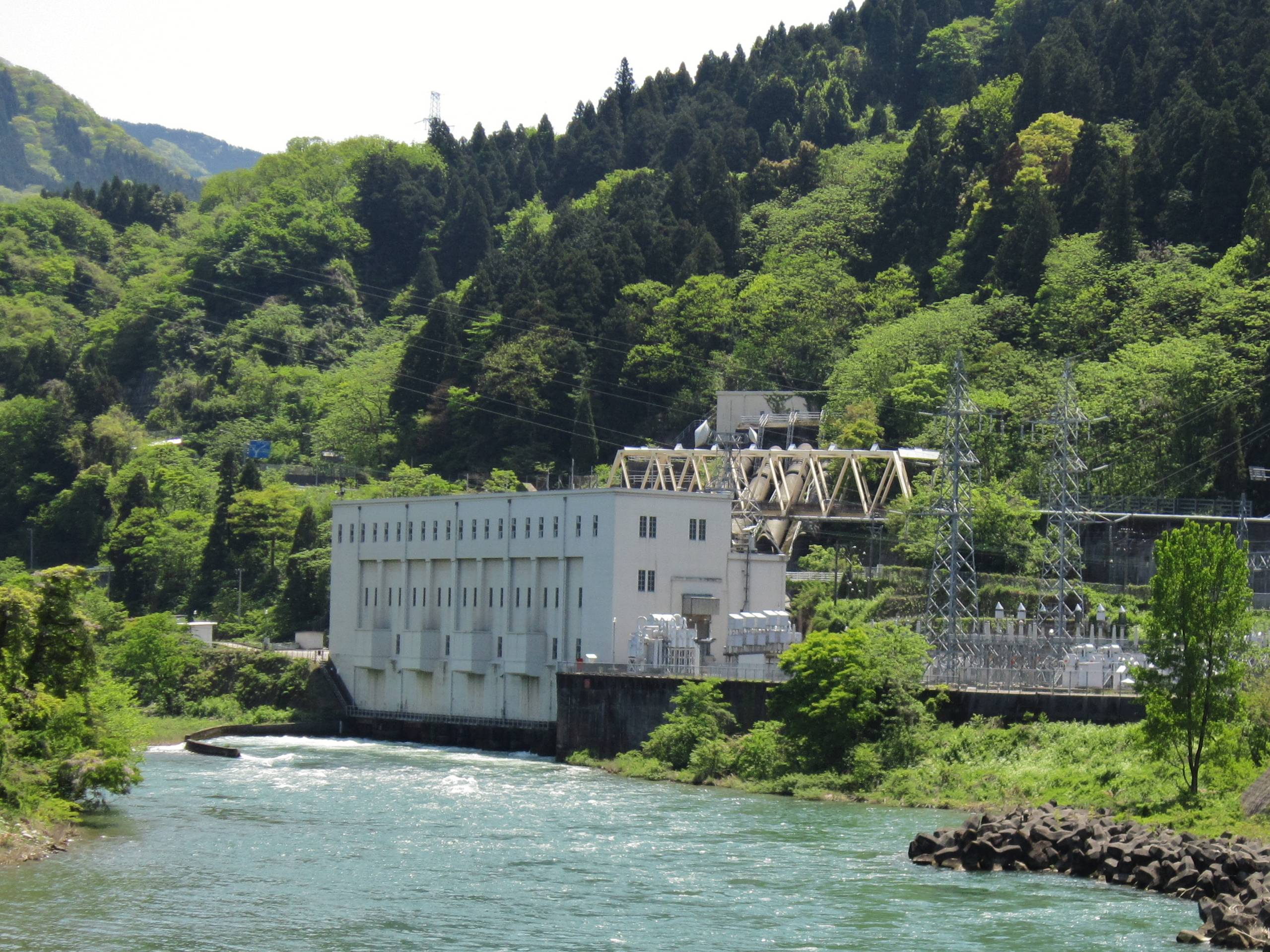
小牧発電所

祖山発電所の竣工直前にあたる1930年11月、庄川では庄川水力電気（浅野総一郎が設立したが当時は日本電力の傘下にあった）によって小牧発電所というダム水路式の発電所が運転を開始していた。この小牧発電所は祖山発電所より13キロメートルほど下流にあった。
小牧発電所に関連して、その建設中から流木争議が発生していた。1926年5月、庄川上流の岐阜県飛騨地方から川を使って木材を輸送（木材流送）していた流木業者の飛州木材が、富山県知事に対してダムの工事認可を取り消すよう請求する訴訟を起したのである。訴訟の中心人物は飛州木材専務の平野増吉で、ダム建設は流木業者が古来からの慣行によって有する「流木権」を侵害していると主張した。翌1927年、昭和電力は祖山発電所の建設認可を知事から得たが、これによって昭和電力も争議の対象となり、同年5月、祖山発電所の建設認可取り消し請求訴訟も起こされた。
小牧・祖山両発電所の運転開始後も流木争議は続き、さらに神岡水電にも波及した（神岡水電#軌道事業と流材問題参照）。だが1933年8月、内務省の仲介によって平野が引退した上で電力会社側が飛州木材の経営に参画するという妥協が成立し、庄川水力電気・昭和電力・神岡水電と飛州木材の4社が共同声明を発表、訴訟取下げを含む一切の紛争停止を宣言して庄川流木争議は終結した。

## 九頭竜川開発

### 開発準備
福井県を流れる九頭竜川水系は、大同電力が1921年の発足時から木曽川・矢作川とともに水利権を保有していた河川である。前身3社のうち日本水力が許可を得ていた水利権であり、九頭竜川本流と支流打波川に2地点ずつ存在した。
4地点のうち最初に開発されたのが福井県大野郡五箇村（現・大野市）の西勝原発電所である。九頭竜川本流の上流側地点（打波川合流点のやや下流から取水）にあたり、1916年（大正5年）に水利権を取得ののち、1919年に運転を開始した。完成後の1920年5月・9月、他の3地点の水利権が許可される。そして1927年7月、大同電力は九頭竜川水系で下記3発電所の新設許可を得た。
- 花房 ： 九頭竜川、出力8600キロワット、大野郡阪谷村花房（現・大野市花房）所在
- 東勝原 ： 打波川、出力1300キロワット、大野郡五箇村東勝原（現・大野市東勝原）所在
- 下打波 ： 打波川、出力2300キロワット、大野郡五箇村下打波（現・大野市下打波）所在

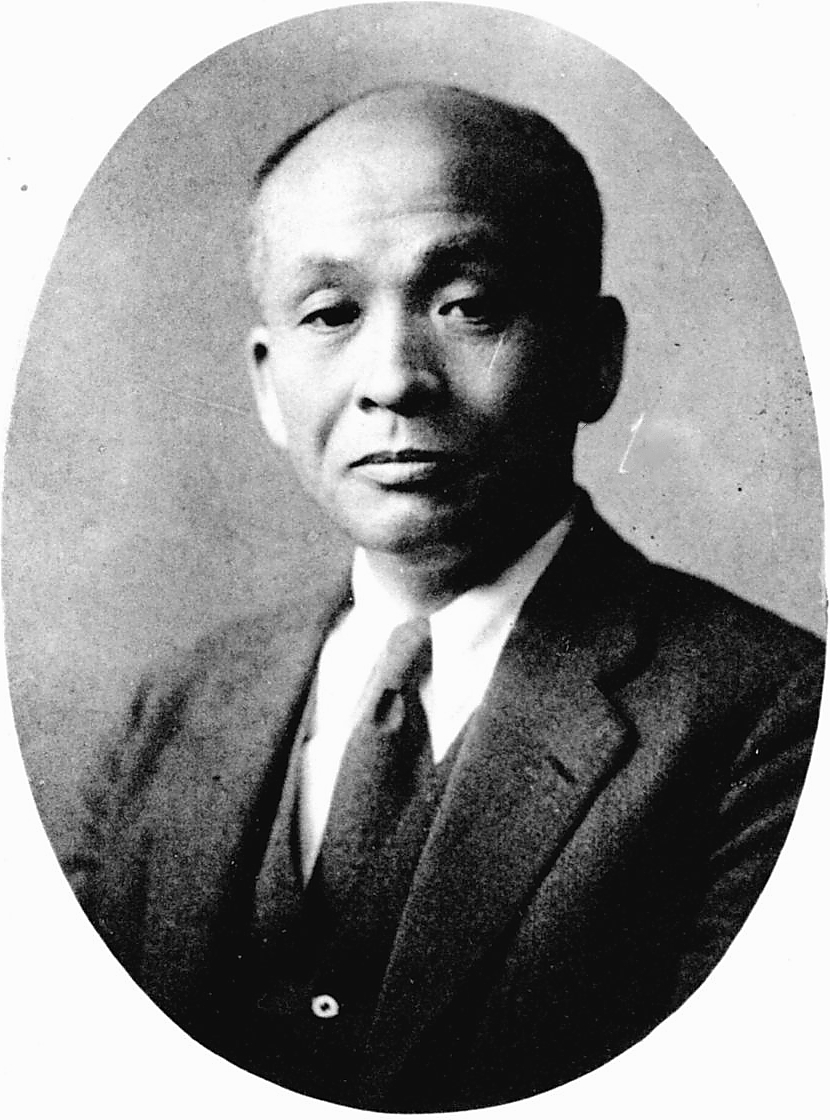
昭和電力第2代社長村瀬末一

こうした開発準備が進められたものの、大同電力では九頭竜川開発についても昭和電力に担当させる方針を決めたため、実際には九頭竜川水系における大同電力の自社発電所は西勝原発電所のみに留まった。その昭和電力でも財界不況のため祖山発電所・北陸送電幹線の完成を機に開発工事を一旦中断。それを理由として1931年5月には役員の大幅な整理を実施し、役員数を社長と取締役2名、監査役1名のみに絞り込んだ。7月から親会社大同電力への経営委託が始まるが、同年12月再び独立、設立以来の社長増田次郎（1928年6月から大同電力社長も兼務）に代わって村瀬末一（大同電力副社長兼支配人から転任）が社長となり、小原喜三郎（三井銀行から招聘）が専務取締役に入った。
1933年6月、親会社大同電力の統制強化のため増田次郎が社長に復帰し村瀬は副社長に回った。新体制発足ののち、景気回復に押されて第二期工事として延期していた九頭竜川開発を実行に移すこととなった。

### 東勝原発電所の建設
位置 ： 北緯35度57分41.2秒 東経136度36分39.5秒 / 北緯35.961444度 東経136.610972度
工事再開後最初の発電所が東勝原発電所である。所在地は大野郡五箇村東勝原。1936年（昭和11年）9月に昭和電力名義で発電所新設許可を取得したのち、同年10月に着工。翌1937年12月12日付で竣工した。
九頭竜川支流の打波川から取水する水路式発電所であり、出力は2,610キロワット。日立製作所製のフランシス水車および交流発電機（容量3,000キロボルトアンペア、周波数60ヘルツ）各1台を備える。送電線は大同電力西勝原発電所との間に架設されており、東勝原発電所の発生電力は西勝原発電所において大同電力へと供給された。

### 下打波発電所の建設
位置 ： 北緯35度58分25.9秒 東経136度37分55.3秒 / 北緯35.973861度 東経136.632028度
東勝原発電所に続いて九頭竜川水系では下打波発電所が建設された。所在地は大野郡五箇村下打波で、東勝原発電所の上流側にあたる。1938年（昭和13年）1月に昭和電力名義で発電所新設許可を取得したのち、同年3月に着工。翌1939年（昭和14年）12月に竣工したが、これは後述のように昭和電力が日本発送電に合併された後のことである。
東勝原発電所と同じく打波川から取水する水路式発電所であり、出力は4,500キロワット。日立製作所製のフランシス水車および交流発電機（容量5,500キロボルトアンペア、周波数60ヘルツ）各1台を備える。送電線は送電線は東勝原発電所との間に架設された。

## 日本発送電との合併

### 庄川開発計画の再検討

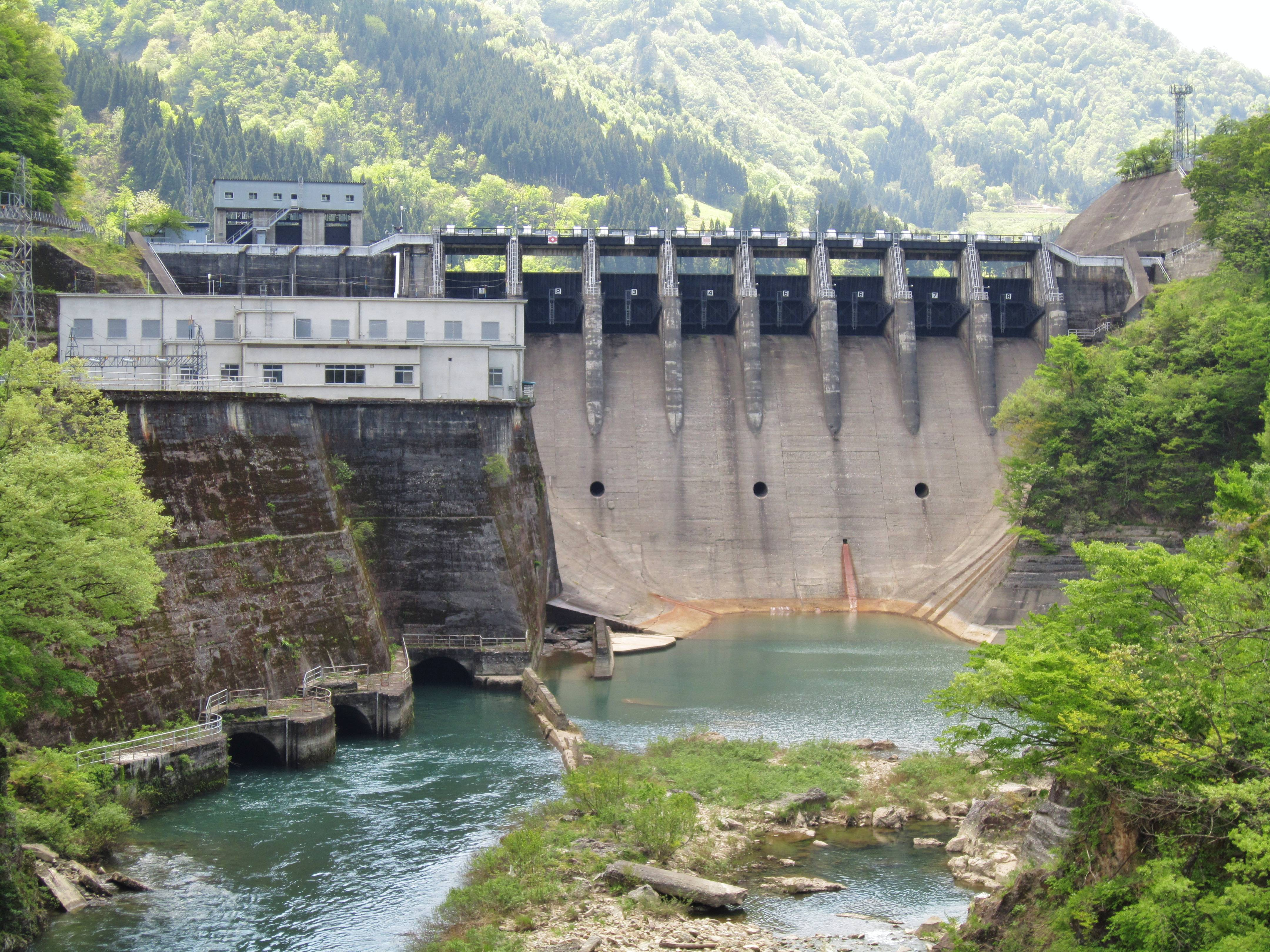
小原発電所と小原ダム

東勝原発電所完成直後にあたる1937年末時点では、昭和電力は祖山・東勝原両発電所に加え神岡水電猪谷発電所における受電2万3270キロワット、同社跡津発電所における受電4220キロワット、それに日本海電気からの受電1万キロワットの計9万4100キロワット（融通電力を除く）を電源として持った。これに対し大同電力への供給地点は松岡・八尾両変電所と西勝原発電所の3か所からなり、供給電力は計9万1490キロワットであった。また大同電力に加えて富山県内にて五箇山電気に38.5キロワットを供給した。
九頭竜川開発中にあたる1936年10月、昭和電力は庄川上流に持つ水利権4地点（10万4800キロワット分）の開発計画を見直して6地点に変更する旨の計画変更・工事施行認可を当局へ出願した。変更後の計画発電所は以下の通り。
- 木谷発電所 ： 出力9600キロワット（既許可出力9400キロワット）
- 飯島発電所 ： 出力3万3800キロワット（既許可出力3万3400キロワット）
- 椿原発電所 ： 出力3万9500キロワット
- 成出発電所 ： 出力3万5300キロワット
- 赤尾発電所 ： 出力7100キロワット
- 小原発電所 ： 出力3万2060キロワット

これらのうち飯島・椿原・成出・小原の4発電所は1935年から開発実施に向けて用地買収が進められており、1938年末までに買収がすべて完了した。同年12月には富山県東礪波郡上平村小原（現・南砺市小原）の小原発電所に関して発電所新設の許可も得ている。ところが電力国家管理に伴う企業形態の変更があり、これらが昭和電力の発電所として完成することはなかった。

### 設備の一部出資
日中戦争開戦後の1938年4月、「電力管理法」ほか3法が公布され、既存の電気事業者から設備の一部を出資させて半官半民の国策会社日本発送電株式会社を設立し、同社を通じて電気事業の国家管理を実現する、という電力国家管理の実施が決定した。
電力国家管理の実施に際し、既存事業者が日本発送電へと現物出資する電力設備の範囲は、出力1万キロワット超の火力発電設備、最大電圧100キロボルト以上の送電線とその他の重要送電・変電設備と決定された。1938年8月11日、日本発送電株式会社法の規定に基づき同社設立の際に出資すべき電力設備の内容が公告され、昭和電力は以下の設備を出資するよう逓信大臣から命ぜられた。
- 北陸送電幹線（笹津変電所 - 八尾変電所間）
- 庄川線（祖山発電所 - 福光開閉所間）
- 笹津線・跡津分岐線（神岡水電跡津発電所 - 牧開閉所 - 笹津変電所間）
- 笹津変電所
- 八尾変電所

翌1939年4月1日、設備の現物出資が実施に移され日本発送電は発足した。出資設備の評価額は1586万6145円50銭と決定され、出資の対価として昭和電力に対し日本発送電の額面50円払込済み株式31万7322株（払込総額1586万6100円）と現金45円50銭が交付された。この割当株式数は現物出資を実施した33事業者のうち10番目に多い。設備出資に伴い、昭和電力の営業は祖山・東勝原両発電所（下打波発電所は工事中）の発生電力を日本発送電および五箇山電気へと供給するだけとなった。
日本発送電発足に伴い経営陣にも動きがあり、同社初代総裁に転じた増田次郎が昭和電力でも社長を辞任し、代わりに副社長の村瀬末一がそのまま会社の代表に収まった。

### 合併の実施とその後

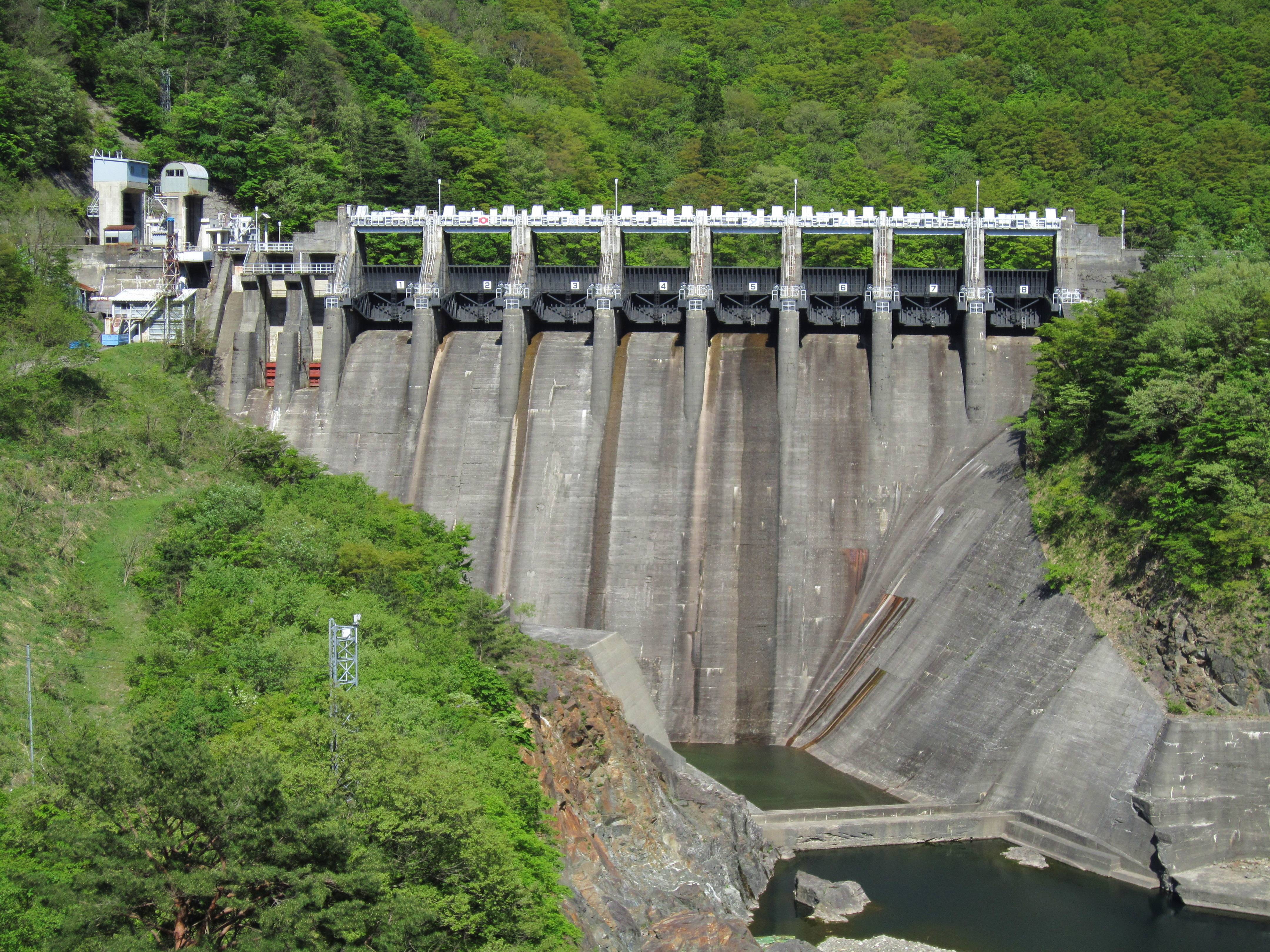
成出ダム

親会社大同電力は1938年11月末時点で昭和電力の株式を55万6720株保有していたが、電力国家管理の実施に伴い存続が不可能となったとして資産負債一切を日本発送電へ移譲して1939年4月2日付で解散した。大同電力から昭和電力の株式も継承した日本発送電ではその後昭和電力株式の買収を進め、やがて総株数80万株（資本金4000万円）のうち79万9120株を保有するに至った。このため昭和電力は日本発送電の純然たる子会社である一方で同社の大株主でもある、という立場になった。
こうした中で昭和電力は、事業統制の見地と合理的経営を図る目的から日本発送電に合併される運びとなった。合併手続きは中部共同火力発電（名古屋港の名港火力発電所を運転）の合併と同時に進められ、まず1939年7月17日付で合併契約が締結される。次いで8月2日各社で臨時株主総会が開催され、日本発送電では中部共同火力発電と昭和電力の吸収合併が、中部共同火力発電・昭和電力では合併とこれに伴う会社解散がそれぞれ決議された。そして2か月後の10月31日付で合併は成立した。日本発送電と昭和電力の合併比率は6対5で、日本発送電所有分以外の昭和電力株式880株（額面50円のうち37円50銭払込）に対し日本発送電株式550株（額面50円全額払込済み）が割り当てられたが、日本発送電では合併とともに残存株式の無償提供を受けてこれを償却しており合併に伴う増資を行っていない。
昭和電力が1939年5月1日付で起工していた庄川の小原発電所は、この合併により日本発送電へと工事が引き継がれて1943年（昭和18年）3月までに出力4万5000キロワットの発電所として完成した。次いでその上流側にあたる成出発電所が日本発送電の手で1943年10月に着工されたが、太平洋戦争終盤の1945年（昭和20年）6月に工事続行不能となった。日本発送電は終戦後の1951年（昭和26年）5月、電気事業再編成に伴って設立12年後で解散する。この際、昭和電力に関係する発電所のうち九頭竜川水系の東勝原・下打波両発電所は北陸電力へ継承され、庄川水系の祖山・小原両発電所は北陸電力管内にありながら関西電力に継承された。前年に再開された成出発電所の工事も関西電力へと引き継がれ、同年12月末までに出力3万5000キロワットの発電所として完成をみている。

## 年表
- 1926年（昭和元年）
  - 12月27日 - 大同電力と久原鉱業の出資により昭和電力株式会社設立[8]。初代社長増田次郎[8]、資本金4000万円、本店所在地東京市麹町区[12]。
- 1928年（昭和3年）
  - 1月 - 久原鉱業が大同電力の傍系大同土地興業へ持株を譲渡[8]。
- 1929年（昭和4年）
  - 6月上旬 - 北陸送電幹線とその起終点の笹津・八尾両変電所が竣工（7月1日付で仮使用認可）[30]。
- 1930年（昭和5年）
  - 12月10日 - 庄川の祖山発電所送電開始（12月9日付で仮使用認可）[23]。
- 1931年（昭和6年）
  - 12月28日 - 村瀬末一が第2代社長就任[71]。
- 1933年（昭和8年）
  - 6月16日 - 増田次郎が社長復帰[72]。
- 1937年（昭和12年）
  - 12月12日 - 九頭竜川水系の東勝原発電所竣工[50]。
- 1938年（昭和13年）
  - 3月19日 - 九頭竜川水系にて下打波発電所着工[50]（1939年12月竣工[8]）。
  - 8月11日 - 日本発送電株式会社法に基づく日本発送電への設備出資命令を受命[62]。
- 1939年（昭和14年）
  - 4月1日 - 日本発送電に対し北陸送電幹線や笹津・八尾両変電所その他を出資[64]。
  - 5月1日 - 庄川にて小原発電所着工（1943年竣工）[59]。
  - 8月2日 - 株主総会にて日本発送電との合併とこれに伴う会社解散を決議[68]。
  - 10月31日 - 日本発送電との合併成立[67]。